# Zagreb Patriots
Gli Zagreb Patriots sono una squadra di football americano, di Zagabria, in Croazia; fondati nel 2010, hanno vinto due CroBowl. Nel 2015 hanno assorbito gli Zagreb Raiders.
Nel 2021 avrebbero dovuto partecipare al campionato bosniaco ma si sono dovuti ritirare prima dell'inizio del torneo a causa della pandemia di COVID-19.

## Dettaglio stagioni

### Amichevoli
| Stagione | Vin | Par | Per | Tot | PF | PS | avversaria          |
| -------- | --- | --- | --- | --- | -- | -- | ------------------- |
| 2010     | 0   | 0   | 1   | 1   | 11 | 21 | Budapest Hurricanes |
| Totale   | 0   | 0   | 1   | 1   | 11 | 21 |                     |

Fonte: americanfootballitalia.com

### Tornei

#### Tornei nazionali

##### Campionato

###### HFL
| Stagione | regular season | regular season | regular season | regular season | regular season | regular season | playoff | playoff | playoff | playoff | playoff | playoff    | playoff          |
|          | Vin            | Par            | Per            | Tot            | PF             | PS             | Vin     | Per     | Tot     | PF      | PS      | risultato  | avversaria       |
| -------- | -------------- | -------------- | -------------- | -------------- | -------------- | -------------- | ------- | ------- | ------- | ------- | ------- | ---------- | ---------------- |
| 2012     | 6              | 0              | 0              | 6              | 227            | 16             | 1       | 0       | 1       | 61      | 0       | Campioni   | Zagreb Raiders   |
| 2015     | 3              | 0              | 0              | 3              | 102            | 23             | 0       | 1       | 1       | 30      | 13      | CroBowl    | Osijek Cannons   |
| 2016     | 1              | 0              | 2              | 3              | 39             | 73             | 0       | 1       | 1       | 6       | 32      | Semifinale | Split Sea Wolves |
| 2017     | 1              | 0              | 2              | 3              | 26             | 28             | 0       | 1       | 1       | 3       | 8       | Semifinale | Split Sea Wolves |
| 2018     | 4              | 0              | 0              | 4              | 148            | 15             | 1       | 0       | 1       | 16      | 13      | Campioni   | Split Sea Wolves |
| Totale   | 15             | 0              | 4              | 19             | 542            | 155            | 2       | 3       | 5       | 116     | 66      |            |                  |

Fonti: Enciclopedia del Football - A cura di Roberto Mezzetti

###### Austrian Football Division 2 (terzo livello)
| Stagione | regular season | regular season | regular season | regular season | regular season | regular season | playoff | playoff | playoff | playoff | playoff | playoff                  | playoff                 |
|          | Vin            | Par            | Per            | Tot            | PF             | PS             | Vin     | Per     | Tot     | PF      | PS      | risultato                | avversaria              |
| -------- | -------------- | -------------- | -------------- | -------------- | -------------- | -------------- | ------- | ------- | ------- | ------- | ------- | ------------------------ | ----------------------- |
| 2011     | 3              | 0              | 1              | 4              | 154            | 73             | 2       | 0       | 2       | 62      | 29      | Vincitori Challenge Bowl | Cineplexx Blue Devils 2 |
| Totale   | 3              | 0              | 1              | 4              | 154            | 73             | 2       | 0       | 2       | 62      | 29      |                          |                         |

Fonti: Enciclopedia del Football - A cura di Roberto Mezzetti

#### Tornei internazionali

##### Central European Football League
| Stagione | regular season | regular season | regular season | regular season | regular season | regular season | playoff | playoff | playoff | playoff | playoff | playoff    | playoff        |
|          | Vin            | Par            | Per            | Tot            | PF             | PS             | Vin     | Per     | Tot     | PF      | PS      | risultato  | avversaria     |
| -------- | -------------- | -------------- | -------------- | -------------- | -------------- | -------------- | ------- | ------- | ------- | ------- | ------- | ---------- | -------------- |
| 2016     | 6              | 0              | 0              | 6              | 212            | 76             | 0       | 1       | 1       | 0       | 49      | Semifinale | Beograd Vukovi |
| Totale   | 6              | 0              | 0              | 6              | 212            | 76             | 0       | 1       | 1       | 0       | 49      |            |                |

Fonti: Enciclopedia del Football - A cura di Roberto Mezzetti

##### CEFL Cup
| Stagione | regular season | regular season | regular season | regular season | regular season | regular season | playoff | playoff | playoff | playoff | playoff | playoff   | playoff    |
|          | Vin            | Par            | Per            | Tot            | PF             | PS             | Vin     | Per     | Tot     | PF      | PS      | risultato | avversaria |
| -------- | -------------- | -------------- | -------------- | -------------- | -------------- | -------------- | ------- | ------- | ------- | ------- | ------- | --------- | ---------- |
| 2017     | 0              | 0              | 4              | 4              | 26             | 96             | -       | -       | -       | -       | -       | -         | -          |
| Totale   | 0              | 0              | 4              | 4              | 26             | 96             | -       | -       | -       | -       | -       |           |            |

Fonti: Enciclopedia del Football - A cura di Roberto Mezzetti

##### Alpe Adria Football League
| Stagione | regular season | regular season | regular season | regular season | regular season | regular season | playoff | playoff | playoff | playoff | playoff | playoff         | playoff           |
|          | Vin            | Par            | Per            | Tot            | PF             | PS             | Vin     | Per     | Tot     | PF      | PS      | risultato       | avversaria        |
| -------- | -------------- | -------------- | -------------- | -------------- | -------------- | -------------- | ------- | ------- | ------- | ------- | ------- | --------------- | ----------------- |
| 2014     | 4              | 0              | 3              | 7              | 155            | 73             | 1       | 0       | 1       | 28      | 6       | Terzo posto     | Sarajevo Spartans |
| 2015     | 5              | 0              | 1              | 6              | 168            | 46             | 1       | 1       | 2       | 26      | 44      | Alpe Adria Bowl | Maribor Generals  |
| Totale   | 9              | 0              | 4              | 13             | 323            | 119            | 2       | 1       | 3       | 54      | 50      |                 |                   |

Fonti: Enciclopedia del Football - A cura di Roberto Mezzetti

### Riepilogo fasi finali disputate
| Anno             | Luogo    | Evento                       | Fase del torneo      | Incontro                                  | Risultato |
| 3 luglio 2011    |          | Austrian Football Division 2 | Challenge Bowl       | Cineplexx Blue Devils 2 - Zagreb Patriots | 22 - 27   |
| 7 luglio 2012    |          | HFL                          | CroBowl              | Zagreb Patriots - Zagreb Raiders          | 61 - 0    |
| 28 giugno 2014   |          | AAFL                         | Finale 3º - 4º posto | Zagreb Patriots - Sarajevo Spartans       | 28 - 6    |
| 27 giugno 2015   |          | AAFL                         | Alpe Adria Bowl      | Zagreb Patriots - Maribor Generals        | 16 - 36   |
| 14 novembre 2015 | Vukovar  | HFL                          | CroBowl              | Osijek Cannons - Zagreb Patriots          | 13 - 7    |
| 18 giugno 2016   |          | CEFL                         | Semifinale           | Beograd Vukovi - Zagreb Patriots          | 49 - 0    |
| 6 novembre 2016  |          | HFL                          | Semifinale           | Split Sea Wolves - Zagreb Patriots        | 32 - 6    |
| 29 ottobre 2017  |          | HFL                          | Semifinale           | Split Sea Wolves - Zagreb Patriots        | 8 - 3     |
| 1º dicembre 2018 | Zagabria | HFL                          | Semifinale           | Zagreb Patriots - Split Sea Wolves        | 16 - 13   |

## Palmarès
- 2 CroBowl (2012, 2018)
- 1 Challenge Bowl austriaco (2011)